# فندق إمبريال (القدس)
فندق إمبريال هو من أقدم فنادق مدينة القدس، ويقع داخل باب الخليل في ساحة عمر بن الخطاب على بعد دقائق من المسجد الأقصى ومن كنيسة القيامة. ويتميز بالتاريخ والطابع القديم. بُني الفندق خلال الفترة (1894-1898) على مساحة 1880 متر، ويتكون من 45 غرفة، وفيه مكتبة أثرية عمرها أكثر من مائة عام. يقال أنه قد نزلت فيه إحدى كاتبات السويد والحاصلة على جائزة نوبل قبل مائة عام.

## بناء الفندق
بني الفندق على النمط القوطي على أرض كانت تستخدم كمخزن للحبوب ومدفناً للخيول في عهد العثمانيين، ثم تحولت الى ملكية الكنيسة الأرثوذكسية. وحين بدأت عمليات الحفر لإقامة أساسات الفندق عثر على أثار بركة قديمة في المكان، وتم بناء الفندق من صف من الدكاكين في الطابق الأرضي وفندق في الطابقين العلويين أطلق عليه اللوكاندة الكبيرة أو فندق مرقص نسبة إلى أول عائلة امتلكته.
ويحتوي الفندق على ثلاث واجهات تتميز بالأعمدة المزدوجة الطولية، وشرفات عريضة مستطيلة تطل على قلعة القدس التاريخية، وزخرفات متقنة تضم مجموعة من الجرارالإغريقية من الحجر المملوكي المائل إلى الحمرة. افتتحه الإمبراطور الألماني فيلهلم الثاني حين زار القدس مع زوجته فكتوريا وحجز غرفة فيه، وما زال مالك الفندق يحتفظ بفاتورة الإمبراطور. وبعد إحتلال الإنجليز للقدس صعد القائد العسكري اللنبي إلى الشرفة وصاح بجملته المشهورة "لقد عدنا يا صلاح الدين".

## إدارة الفندق
أدارت عائلة مرقص الفندق حتى عام 1944. وفي العام 1949 قام محمد طاهر الداودي الدجاني بإستئجار الفندق وغير اسمه إلى فندق القلعة، ثم غيره إلى فندق الإمبريال. وفي حرب حزيران 1967 قامت قوات الاحتلال بالسيطرة عليه لمدة نصف عام. ثم عادت عائلة الدجاني لإدارته بموجب عقد إيجار وقّعته مع بطريركية الروم الأرثوذكس وهي المالك الأصلي لمبنى الفندق. وتعتبر عائلة الدجاني بحسب قانون الإيجار ساكن محمي في الفندق أي لا يمكن إخراجه بسهولة من الفندق. ولكن تخوف العائلة من سيطرة المستوطنين على ميدان عمر بن الخطاب، وعلى البلدة القديمة في القدس إن استملكوا الفندق. وهذا بدوره سيؤثر على الوجود الفلسطيني المسيحي في البلدة القديمة.

## تسريب الفندق وقرار المحكمة
بدأت القضية في عام 2002 حينما باع البطريرك اليوناني في القدس ممتلكات البطريركية لمنظمة عطيرت كوهانيم الاستيطانية بقيمة مليوني دولار فقط، وذلك مقابل تأجيره لتسعة وتسعين عاماً قابلة للتمديد ومن ضمنها فندق إمبريال، بالإضافة إلى فندقين في باب الخليل وبيت المعظمية. ومنذ العام 2005 وبعد نشر موضوع بيع الفندق للمستوطنين، أدت القضية إلى إقالة البطريرك ايرانوس، في حين أن البطريركية نفت موضوع الصفقة، وقالت إنها تمت بالخداع من خلال تقديم الرشوة لاشخاص أساسيين في الكنيسة، لكن المحكمة صادقت عليها. وفي المحكمة تم عرض تسجيل محادثة بين رئيس جمعية عطيرت كوهنيم المستوطن ماتي دان، وبين المدير المالي في البطريركية باباديموس، يؤكد فيها دان على أنه كان هناك اتفاق بين الجمعية وبين باباديموس من أجل تحويل الأموال.
وبالرغم من موقف قاضية المحكمة المركزية في القدس "غاليا كنفي شتاينيتس" وقضاة المحكمة العليا حيث قاموا بالتشكيك بالتسجيل الخاص بالبيع وأنه مفبرك ومجزأ، ولا يوجد شهود عليه، فلا يمكن اعتباره دليلاً قاطعاً، ودَعم ذلك عدم حضور ماتي دان للشهادة، لكن محكمة العليا الإسرائيلية لم تأخذ بأقوالهم وثبتت ملكية الفندق لجمعية عطريت كوهنيم الإستيطانية.